# Wit
Wit is een achromatische kleur, de helderste van alle kleuren. 
Wit licht kan bestaan uit een mengsel van verschillende spectrale kleuren van zichtbaar licht. Het prikkelt bij mensen de verschillende kleurreceptoren in het oog in gelijke mate, waardoor de kleurbeleving van wit optreedt. In beeldschermen ontstaat de impressie van wit uit stipjes met verschillende kleuren, meestal rood, groen en blauw. 
Een wit oppervlak weerkaatst op een diffuse manier al het licht dat erop valt. Een witte pigmentstof kaatst alle kleuren in gelijke mate terug. Voorbeelden van witte materialen zijn sneeuw, melk en porselein.

## Perceptie van wit

Een wit vlak met een zwarte rand

Sommige mensen vinden dat wit als zodanig niet beschouwd zou moeten worden als een "echte" kleur. Iets soortgelijks zou dan gelden voor elke grijsschakering en voor zwart. Deze opvatting gaat echter voorbij aan het feit dat kleur en kleurtint geen synoniemen zijn. 
Licht wordt door het menselijk oog als wit ervaren als de drie typen kegeltjes in het oog in dezelfde mate worden aangesproken. Dat is bijvoorbeeld het geval als licht binnen het deel van het spectrum waarvoor het menselijk oog gevoelig is, voor alle frequenties even intens is. Een lamp die alle kleuren even sterk uitstraalt, geeft wit licht. Ook als licht een mengsel is van slechts de primaire kleuren in gelijke intensiteit, ziet het oog dit als wit. Daarom wordt wit ook wel een optelkleur genoemd, aangezien wit uit meerdere chromatische kleuren van het spectrum is samengesteld. Dit geldt overigens niet voor bijvoorbeeld verf; als men verf in alle zichtbare kleuren van het spectrum zou mengen, krijgt men beslist geen "wit".

## Ontdekking door Newton
Het zonlicht bestaat uit alle kleuren van het spectrum, hetgeen door Isaac Newton werd ontdekt toen hij licht door een prisma liet vallen. Voor die tijd dacht men dat wit licht de fundamentele kleur was, en dat de andere kleuren licht ontstonden door iets aan wit licht toe te voegen. Wit licht krijgt echter juist een andere kleur als een deel van het spectrum wordt weggenomen.

## Kleurtemperatuur
Zuiver wit bestaat in de praktijk niet. Elk wit heeft een bepaalde tint, die zichtbaar wordt als er een ander wit voorwerp naast wordt gehouden. Dit blijkt bijvoorbeeld door een wit vel papier te houden naast een beeldscherm waarop een witte achtergrond te zien is. Dit wordt uitgedrukt in de witheid.
De eigenschappen van wit licht worden uitgedrukt in de kleurtemperatuur. Een zogenoemde zwarte straler straalt als hij een bepaalde temperatuur heeft een continu lichtspectrum uit, dat bij een bepaalde frequentie een maximum vertoont. Dit maximum hangt af van de temperatuur van het stralende lichaam. Hoe hoger de temperatuur, des te hoger de frequentie van de piek in het spectrum. Zo zal een zeer hete zon veel licht in het ultraviolet uitstralen, maar een radiator in een kamer vooral veel in het infrarood. Deze kleuren zijn met het oog niet te zien, maar dat geldt bijvoorbeeld wel voor een elektrische grill. De gloeispiraal hiervan is zo heet, dat deze felrood licht uitstraalt.
De kleurtemperatuur van daglicht bedraagt 5600 kelvin. De kleurtemperatuur van een gloeilamp is veel lager, ongeveer 2400 kelvin. De menselijke hersenen corrigeren voor de kleurtemperatuur van het licht, zodat deze beide soorten licht, het daglicht en een gloeilamp, als wit worden ervaren. Een fotografische film doet dit niet. Een foto gemaakt in een kamer verlicht door gloeilampen laat duidelijk zien, dat het licht niet wit is en alle kleuren worden sterk geel of roodachtig gekleurd. De flitser van een fototoestel is zo ontworpen dat deze dezelfde kleurtemperatuur heeft als daglicht.
Wordt wit gemengd met andere kleuren, dan ontstaan lichte, "zachte" tinten zoals roze (bij menging met rood), beige (bij menging met geel), of (licht)grijs (bij menging met zwart). Deze mengtechniek is ook gebruikelijk in de schilderkunst (zie ook tertiaire kleur).

## In de schilderkunst
Wit is voor een schilder een van de belangrijkste pigmenten en de tube wit is dan ook het eerste leeg. Als echter een schilderij wordt begonnen kan de schilder een aarzeling hebben bij het volledig witte doek. Sommigen geven er dan een voorkeur aan om het doek een kleur te geven, de imprimatura.
Oorspronkelijk werd door kunstschilders vooral het giftige loodwit gebruikt. Tegenwoordig gebruikt men veelal het onschadelijke titaanwit.

## Gebruik en gevoelswaarden
- Wit wordt over het algemeen gezien als de kleur van de reinheid en zuiverheid. Daarom draagt bij een huwelijk de bruid vaak een witte jurk, hetgeen de maagdelijkheid van de vrouw symboliseert.
- In de Chinese cultuur is wit de kleur van de dood. Door het Nederlands koninklijk huis werd bij de begrafenis van Koningin Wilhelmina wit als rouwkleur gebruikt, omdat het tevens de kleur van de opstanding is. De weduwe Koningin Emma droeg ook veel wit. De begrafenis van de Belgische koning Boudewijn in augustus 1993 - georganiseerd door zijn weduwe Fabiola - was ook deels in het wit.
- Witte ruis is een term uit de akoestiek en de elektronica. Het wil zeggen dat in een geluidsspectrum alle frequenties even sterk aanwezig zijn. Een witte-ruissignaal wordt vaak gebruikt om een meetkanaal te ijken. Naast witte ruis is er ook gekleurde ruis en roze ruis.
- Tijdens een oorlog wordt met het tonen van een witte vlag bedoeld dat men zich overgeeft aan de tegenpartij.
- Wit wordt gebruikt als liturgische kleur, op Pasen (de kleur van de opstanding) en voorts tot Pinksteren (ook op Witte Donderdag); in de Kersttijd tot en met Epifanie en op alle feesten en heiligenfeesten die geen martelaar betreffen.
- In de kleurcodering voor elektronica staat wit voor het cijfer 9.

## In de taal
- Met het witte doek wordt het scherm van een bioscoop bedoeld.
- Witte wieven zijn mistflarden die in de folklore voor geesten worden aangezien.
- De witte mars was een betoging en de witte beweging een beweging in België uit protest tegen de behandeling van de zaak-Dutroux in België van ontvoerde kinderen.
- De witte woede is een protestbeweging van verplegend personeel tegen hun verloning en arbeidsvoorwaarden in vergelijking met andere sectoren.
- Met name de adjectieven sneeuwwit en hagelwit hebben een eigen gebruik en gevoelswaarde. Andere soorten omschrijvingen van wit zijn: zilverwit, melkwit, titaanwit, zinkwit, loodwit, ivoorwit, verkeerswit, vuilwit, gebroken wit, ijswit, wolkenwit, spierwit en crèmewit/roomwit.

### Uitdrukkingen
- Witboek – Een publicatie van de overheid over delicate situaties, bijvoorbeeld uit de diplomatie.
- Witte Donderdag – de dag voor Goede Vrijdag; de dag van het laatste avondmaal van Jezus Christus met zijn 12 discipelen.
- Witgoed – elektrische huishoudelijke apparatuur die een witte kleur heeft, zoals koelkasten, ovens en dergelijke. Dit in tegenstelling tot bruingoed (televisies, hifi installaties etc.). Maar witgoed zijn ook lakens, handdoeken, etc. die in de witte weken in de uitverkoop worden gedaan.
- Witte kerst – een Kerstmis met sneeuw, veel bezongen in liederen.
- Witte raaf – een zeer zeldzame verschijning.
- Wit privilege – (een leenvertaling van het Engelse white privilege) is de verzamelterm voor de privileges (maatschappelijke voordelen) waarover mensen met een witte huidskleur zouden beschikken vergeleken met leden van andere etnische groepen.
- Wit voetje ('Hij heeft een wit voetje bij hem') – hij heeft bij een bepaalde persoon een streepje voor.
- Wit werken – in tegenstelling tot zwartwerken, wel belasting over het loon betalen.
- Witte werkster – een (mislukt) experiment van de Nederlandse overheid om de huishoudelijk hulp uit het zwarte circuit te halen.
- De witte vloot.

## Varia
- Eiwit is het doorzichtig gedeelte van het ei, dat bij het koken of bakken wit wordt. Later werd eiwit de aanduiding voor een grote groep stoffen die bij mensen, dieren en planten voorkomen.
- Het oogwit is het witte gedeelte van het oog. Bij aandoeningen zoals geelzucht kan dit geel worden.
- Een witte vulling in de tandheelkunde is een tandvulling van epoxyhars, dit in tegenstelling tot een zwarte vulling met amalgaam.
- Witte was is wasgoed van witte kleur, dat een hogere wastemperatuur verdraagt en eventueel bleekmiddel zoals natriumhypochloriet en/of een optische witmaker. Dit staat in tegenstelling tot bonte was of kleurenwas, die op lagere temperatuur gewassen moet worden, zonder bleekmiddel en eventueel met een speciaal waspoeder dat de kleur beter behoudt.
- Bij wijze van boutade drukte Ignatius van Loyola, de stichter van de jezuïeten, zijn geloof uit in Christus, de Kerk en de Heilige Geest, in de volgende regel uit de Geestelijke Oefeningen : We moeten geloven dat het wit dat ik zie zwart is, als de Hiërarchische Kerk dat zo definieert, omdat we geloven dat er tussen Christus onze Heer en de Kerk die Zijn Bruid is, dezelfde Geest aanwezig is, die werkzaam is en ons leidt naar de redding van onze ziel.
- In de Bol van Ulbricht is de binnenzijde van de bol wit, maar de opening in de bol lijkt zwart.
- Whiteout is het gevoel dat men ervaart als men zich in een Arctisch of Antarctisch landschap bevindt waarvan de egaal uitziende witte bewolkte hemel overgaat in het eveneens egaal uitziende witte sneeuwlandschap. De horizon is onzichtbaar, er zijn geen referentiepunten in het landschap, en men is onderhevig aan evenwichtsstoornissen.

primaire kleur · secundaire kleur · tertiaire kleur · complementaire kleur · kleurencirkel · partitieve kleurmenging · kleurcontrast · kleurtemperatuur

kleurcodering · kleurruimte · CIELAB · CMYK · HSL/HLS · HSV/HSB · HTML-kleuren · NCS · Pantone PMS · RAL · RGB · YIQ · YUV · YPbPr